# Kazaze
Kazaze (nemško Edling) je naselje v Občini Dobrla vas v Okraju Velikovec na Koroškem v Avstriji.